# T-X
T-X je fiktivní gynoid a hlavní soupeř Terminátora ve filmu Terminátor 3: Vzpoura strojů. Jedná se o prvního terminátora této filmové série, který má podobu ženy.

## Vlastnosti
- Byla vyslána proti času za účelem likvidace zástupců Johna Connora
- Je jedním z nejdokonalejších svého druhu.
- Dokáže vzít na sebe podobu kohokoli, s kým naváže fyzický kontakt.
- Je vytvořená z tekutého kovu, poháněná plazmovým reaktorem a má v sobě zabudované zbraně.
- Dokáže ovládnout jiné stroje, včetně ostatních terminátorů.
- Je určená nejen k likvidací lidí, ale i jiných terminátorů.
- Je velmi obtížné ji zlikvidovat
- Dokáže rozpoznávat lidi podle DNA

## Informace
- Ve filmu ji ztvárnila Kristianna Loken, která za celou dobu mluvila velmi zřídka.
- Terminátor T-850 ji dokázal zneškodnit svým druhým jádrem poté, co se jí po pádu helikoptéry oddělil trup od těla.